# Wierchniaja Sokowninka
Wierchniaja Sokowninka (ros. Верхняя Соковнинка) – wieś (ros. село, trb. sieło) w zachodniej Rosji, w sielsowiecie naumowskim rejonu konyszowskiego w obwodzie kurskim.

## Geografia
Miejscowość położona jest nad Czmaczą (lewy dopływ Swapy), 4 km od centrum administracyjnego sielsowietu (Naumowka), 10,5 km na północny zachód od centrum administracyjnego rejonu (Konyszowka), 69 km na północny zachód od Kurska.
We wsi znajduje się 155 posesji.
Klimat
Miejscowość, jak i cały rejon, znajduje się w strefie klimatu kontynentalnego z łagodnym ciepłym latem i równomiernie rozłożonymi opadami rocznymi (Dfb w klasyfikacji klimatów Köppena).

## Demografia
W 2010 r. wieś zamieszkiwało 147 osób.